# Malešov (nádraží)
Malešov je železniční stanice, která se nachází ve stejnojmenné obci v km 9,892 regionální dráhy Kutná Hora hlavní nádraží – Zruč nad Sázavou.

## Historie
Stanice byla otevřena v roce 1905. Od roku 2015 stanice prošla několika rekonstrukcemi (např. aktivace nových přejezdových zařízení, rekonstrukce staničního zabezpečovacího zařízení a rekonstrukce svršku).[zdroj?]

## Kolejiště

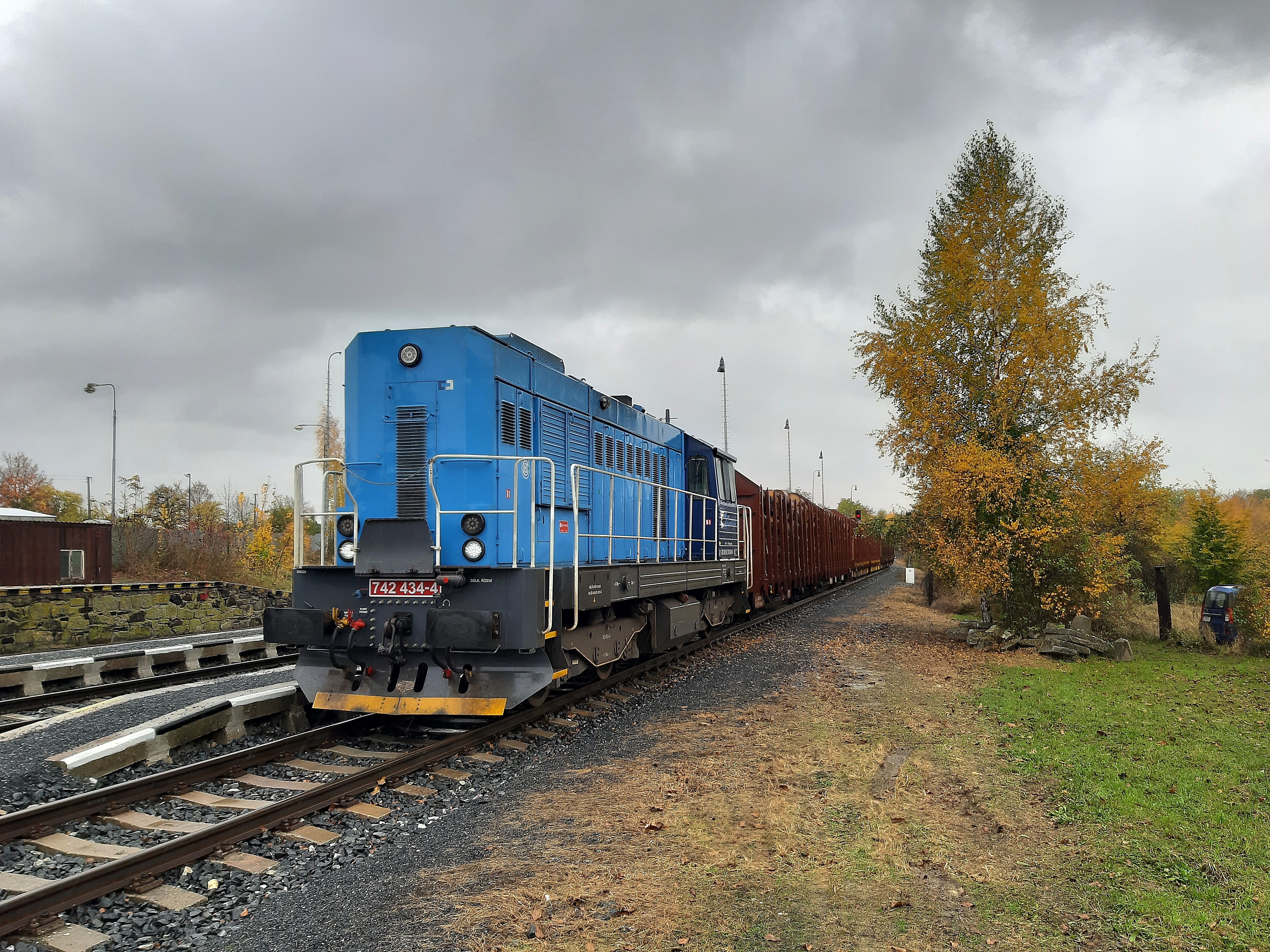
Nákladní vlak v Malešově

Ve stanici se nachází dvě dopravní koleje s nástupišti a jedna kolej manipulační. Délky nástupišť jsou shodně 51 metrů a jejich výška je 250 mm nad temenem kolejnice, přístup k nástupištím je řešen přechody. Kolejiště je osvětleno devíti stožáry.

## Provoz
Osobní dopravu zajišťují motorové jednotky řady 814 a motorové vozy řady 810. V Malešově se nárazově nakládá dřevo, manipulační vlaky jsou tahány lokomotivami řady 742, výjimečně 731.[zdroj?]